# لمرابطين (سيدي بوطيب)
لمرابطين هي إحدى مشيخات المملكة المغربية، تتبع جغرافيا لإقليم بولمان وإداريًا لسيدي بوطيب. يقدر عدد سكانها بـ 4075 نسمة حسب الإحصاء الرسمي للسكان والسكنى لسنة 2004.